# ソープ・オペラ (アルバム)
『ソープ・オペラ』 (A Soap Opera) は、1975年にリリースされたザ・キンクスのアルバム。グラナダ・テレビの依頼を受けて製作されたミュージカル『スターメイカー』（1974年9月放送）用に録音された9曲に3曲追加して製作されたコンセプト・アルバム。
ドラマにレイ・デイヴィスは主役のノーマン役で出演、妻のアンドレア役はジューン・リッチーが演じた。ノーマンは平凡なサラリーマン、毎日ラッシュ・アワーの電車でオフィス通いし、9時から5時まで単調な仕事を続けている。仕事を終えるとバーで酒を飲み憂さを晴らす。そのノーマンは次第に精神が蝕まれ、自分がロック・スターだと思いこみ、平凡な一市民を演じているという妄想の世界に入っていく。しかし自分が群衆のなかのひとりだということを受け入れ、平凡な生活に戻っていく。
本作のボーナス・トラックは「きみもスタアだ（スターメイカー）」のモノ・ミックスと、1975年6月14日に行われたロンドン、ニュー・ヴィクトリア・シアターでのライヴ。

## 曲目
全曲レイ・デイヴィス作詞作曲。
1. きみもスタアだ（スターメイカー） - Everybody's a Star (Starmaker) 2:57
2. 平凡な人々 - Ordinary People 3:49
3. ラッシュ・アワー・ブルース - Rush Hour Blues 4:27
4. 9時から5時まで - Nine to Five 1:48
5. 仕事を終えた夕暮れ時 - When Work Is Over 2:06
6. 酒はよき友 - Have Another Drink 2:41
7. ネオンのまぶしさ - Underneath the Neon Sign 3:53
8. ホリデイ・ロマンス - Holiday Romance 3:10
9. すべて君のため - You Make It All Worthwhile 3:49
10. アヒルの壁掛け - Ducks on the Wall 3:20
11. 群衆のなかの顔 - (A) Face in the Crowd 2:17
12. ロックよ永遠なれ - You Can't Stop the Music 3:12

ボーナス・トラック
1. きみもスタアだ（スターメイカー） - Everybody's a Star (Starmaker) 2:54
2. 平凡な人々 - Ordinary People [live] 3:44
3. すべて君のため - You Make It All Worthwhile [live] 4:17
4. ネオンのまぶしさ - Underneath the Neon Sign [live] 4:05